# (2111) Целина
(2111) Целина — типичный астероид главного пояса, который был открыт 13 июня 1969 года советской женщиной-астрономом Тамарой Смирновой в Крымской астрофизической обсерватории и назван в честь освоения целинных земель в Казахской ССР.
Период обращения этого астероида вокруг Солнца составляет 1916,2297796 земных суток.